# Barbus cadenati
Barbus cadenati is een  straalvinnige vissensoort uit de familie van eigenlijke karpers (Cyprinidae). De wetenschappelijke naam van de soort is voor het eerst geldig gepubliceerd in 1962 door Daget.
De soort staat op de Rode Lijst van de IUCN als Kwetsbaar, beoordelingsjaar 2006.